# کمال‌الملک (فیلم)
کمال الملک فیلمی ایرانی در ژانر درام، تاریخی به کارگردانی و نویسندگی علی حاتمی در سال ۱۳۶۲ است که به زندگی نقاش برجسته ایرانی، کمال‌الملک می‌پردازد.
نقش اصلی فیلم (شخصیت کمال الملک) را جمشید مشایخی بازی کرده است و عزت‌الله انتظامی نقش ناصرالدین شاه را برعهده دارد و مظفرالدین شاه با بازی علی نصیریان نقش‌آفرینی شده است. همچنین محمدعلی کشاورز نقش اتابک و داود رشیدی نقش رضا شاه را ایفا می‌کند.

## بازیگران
| بازیگر            | نقش                   |
| ----------------- | --------------------- |
| جمشید مشایخی      | کمال‌الملک             |
| عزت‌الله انتظامی   | ناصرالدین شاه         |
| علی نصیریان       | مظفرالدین شاه         |
| داوود رشیدی       | رضا شاه               |
| محمدعلی کشاورز    | اتابک اعظم            |
| پرویز پورحسینی    | کامران میرزا          |
| هوشنگ بهشتی       | عضدالملک              |
| منوچهر حامدی      | امام جمعه تهران       |
| جهانگیر فروهر     | تدین                  |
| سیروس ابراهیم‌زاده | وزیر تشریفات          |
| سروش خلیلی        | حاجب‌الدوله خواجه باشی |
| اسماعیل محمدی     | یارمحمد               |
| لیلا حاتمی        | کودکی کمال‌الملک       |

سرپرست گویندگان:ناصر طهماسب